# Kinetohora
Kinetohore su bjelančevine koje se nalaze na centromerama kromosoma. Putem ovog višeproteinskog kompleksa kromosomi su priljubljeni uz kinetohorne mikrocjevčice.